# Ястребоподобни
Ястребоподобните (Accipitriformes) са разред животни от клас Птици (Aves).
Той обхваща повечето дневни грабливи птици – около 225 вида. Традиционно те са обединявани със соколите в общ разред Соколоподобни (Falconiformes), но съвременните молекулярни изследвания отхвърлят близката връзка между двете групи и смятат соколите за по-близки до папагалите и врабчетата, отколкото до ястребоподобните птици.

## Семейства
Разред Accipitriformes – Ястребоподобни
- Семейство Accipitridae – Ястребови
- Семейство Cathartidae – Американски лешояди
- Семейство Pandionidae – Орли рибари
- Семейство Sagittariidae – Птици секретар